# Ilala (Iringa)
Ilala ist ein Verwaltungsbezirk (englisch Ward) des Distrikts Iringa (MC) in der tansanischen Region Iringa.

## Geografie
Ilala liegt im südlichen Hochland von Tansania, es ist ein Stadtteil im Norden der Regionshauptstadt Iringa. Der Bezirk grenzt im Norden an Mkwawa, im Osten an Gangilonga, im Süden an Makorongoni und im Westen an Kwakilosa. Bei der Volkszählung 2022 lebten 3759 Menschen in 1322 Haushalten auf einer Fläche von 0,5 Quadratkilometern.

## Bevölkerungswachstum
| Jahr | Einwohner |
| ---- | --------- |
| 1988 | 4951      |
| 2002 | 3745      |
| 2012 | 4448      |
| 2022 | 3759      |

## Gliederung
Der Bezirk besteht aus sieben Stadtteilen (swahili Mtaa):
- Mlamke
- Nyumba Tatu
- Embakasi
- Lami A
- Lami B
- Dabobado
- Kajificheni

## Bildung
Die Mlamke Secondary School ist eine staatliche weiterführende Tagesschule, die Jugendliche bis zur 4. Stufe ausbildet.